# وليم بارنويل
وليم بارنويل (بالإنجليزية: William Barnwell)‏ (1943)؛ روائي أمريكي.